# Parque Natural Collados del Asón
Parque Natural Collados del Asón är en park i Spanien.   Den ligger i provinsen Provincia de Cantabria och regionen Kantabrien, i den norra delen av landet, 300 km norr om huvudstaden Madrid. Parque Natural Collados del Asón ligger 421 meter över havet.
Terrängen runt Parque Natural Collados del Asón är kuperad åt sydost, men åt nordväst är den bergig. Parque Natural Collados del Asón ligger nere i en dal. Runt Parque Natural Collados del Asón är det glesbefolkat, med 11 invånare per kvadratkilometer. Närmaste större samhälle är Ramales de la Victoria, 11,2 km öster om Parque Natural Collados del Asón. I omgivningarna runt Parque Natural Collados del Asón växer i huvudsak blandskog.